# 放射免疫測定
放射免疫測定（ほうしゃめんえきそくてい）またはラジオイムノアッセイ（Radioimmunoassay：略称RIA）は、放射性同位元素を利用して、微量の抗原（例えば血中のホルモンなど）の量を測定する方法として最初に開発された、免疫学的検定法である。現在盛んに用いられている酵素免疫測定（EIAまたはELISA）も、共通の原理に基づいている。

## 歴史
1952年にピッツバーグ大学のアーサー・ミルスキーは2型糖尿病の原因はインスリン分泌の問題ではなく、インスリンが分解酵素によって異常な速度で分解されることに起因すると主張していた。ニューヨークの退役軍人病院に勤務するソロモン・バーソンとロサリン・ヤローは、ミルスキーのインスリン分解酵素説の検証を目的として糖尿病患者の代謝に関して調査するべく、3つ分けられた患者と健常者のグループに半減期が8.04日の放射性同位体である131Iで標識したインスリンを投与した。その結果、糖尿病の患者であるかどうかにかかわらず過去にインスリンの投与の経験のある者はインスリンの代謝が遅くなるという事が判明した。これは高インスリン抗体が体内にできたためにその抗体が131Iで標識したインスリンに結合したことによると推定された。このようにして放射免疫測定法が開発された。
ごく微量のホルモンが定量できるようになったのは、特に内分泌学にとって画期的であり、ヤローはインスリンに対するRIA法の開発により1977年度ノーベル生理学医学賞を受けた。

## 特徴
RIAは高い特異性と検出感度を持つ優れたものである。しかし放射性物質を使うために細心の注意が必要であり、また費用と管理の厳重な特殊設備も要するため、のちに発展した蛍光抗体法やELISA法に多くが取って代わられた。

## 原理
多く用いられている競合（拮抗）法では、放射性同位元素でラベルした抗原（量がわかっている）とそれに対する抗体とを混ぜ、さらにラベルしていない目的の抗原を含むサンプルを加える。(同位体希釈法)抗原が蛋白質の場合には、チロシン残基を放射性ヨウ素でラベルすることが多い。抗体に結合していないラベル抗原の量を測定し、これからサンプル中の抗原量を算出する。
はじめ放射ラベルされた抗原は抗体に結合している。ここに非ラベル抗原を加えると、2
種類の抗原が抗体の結合部位で拮抗する。非ラベル抗原が多いほど、それが抗体に多く結合し、遊離のラベル抗原量が多くなる。結合および遊離のラベル抗原を分離し定量することで、加えた非ラベル抗原の量が求められる。
分離法として初期に用いられたのは、二次抗体、つまり最初の抗体に対する抗体を用いて沈澱させ遠心分離する方法であった。また活性炭やメンブランフィルターで抗体を吸着する方法も開発された。
もう1つの方法としてサンドイッチ法がある。これは抗原が2価抗原、つまり複数の抗体に結合する場合に用いられる。まず抗体を固相（容器壁、ビーズなど）に固定化しておき、次に測定する抗原サンプルを加えて結合させる。ここに放射ラベルした別の抗体を加えると、ラベルが抗原の量に応じて固相に検出される。

## 使用される放射性同位体
- 131I - 当初は使用されていたが半減期が8.04日で短いので廃れた。
- 125I - 半減期が59.6日と長いので放射性標識化合物を使う実験に伴う放射性同位体試薬の寿命の問題が緩和された。